# 1957年の映画
1957年の映画（1957ねんのえいが）では、1957年（昭和32年）の映画分野の動向についてまとめる。
1956年の映画 - 1957年の映画 - 1958年の映画

## 出来事

### 世界
- 1月20日 - ニューヨーク日本映画見本市開幕（25日まで）[1][2][3]。
- 3月3日 - ドキュメンタリー『標高八、一二五メートル マナスルに立つ』（毎日映画社=映配）[4]がイタリアのコルティーナ・ダンペッツォ国際スポーツ映画祭で最高賞受賞[5][3]。
- 6月 - アイルランドのコーク国際映画祭（英語版）で小津安二郎監督『東京物語』が特別優秀賞受賞[5]。
- 8月 -  桜映画社の劇映画『お姉さんといっしょ』がベニス国際児童映画祭グランプリ受賞[6][注 1]。
- 8月10日 - モスクワ国際映画祭で今井正監督『真昼の暗黒』が金メダル賞、毎日映画社=映配『標高八、一二五メートル マナスルに立つ』が特別名誉賞受賞[5][7][注 2]。
- 9月 - フランス、『レクスプレス（英語版）』誌のフランソワーズ・ジルー、初めて「ヌーヴェルヴァーグ（新しい波）」の呼び名を使う[10][11][矛盾 ⇔ ヌーヴェルヴァーグ]。
- 10月 - ロンドンのイギリス国立劇場で日本映画週間開催[2]。
- 10月 - 英国国立映画劇場の開場に招かれた黒澤明監督が、エリザベス女王に謁見[5]。
- 月日不詳
  - 米国、映画産業不況でRKO閉鎖、リパブリック映画はTVへ転向[10]。
  - 『太陽とバラ』（木下惠介監督）、第14回ゴールデングローブ賞外国語映画賞受賞[12][13]。

### 日本

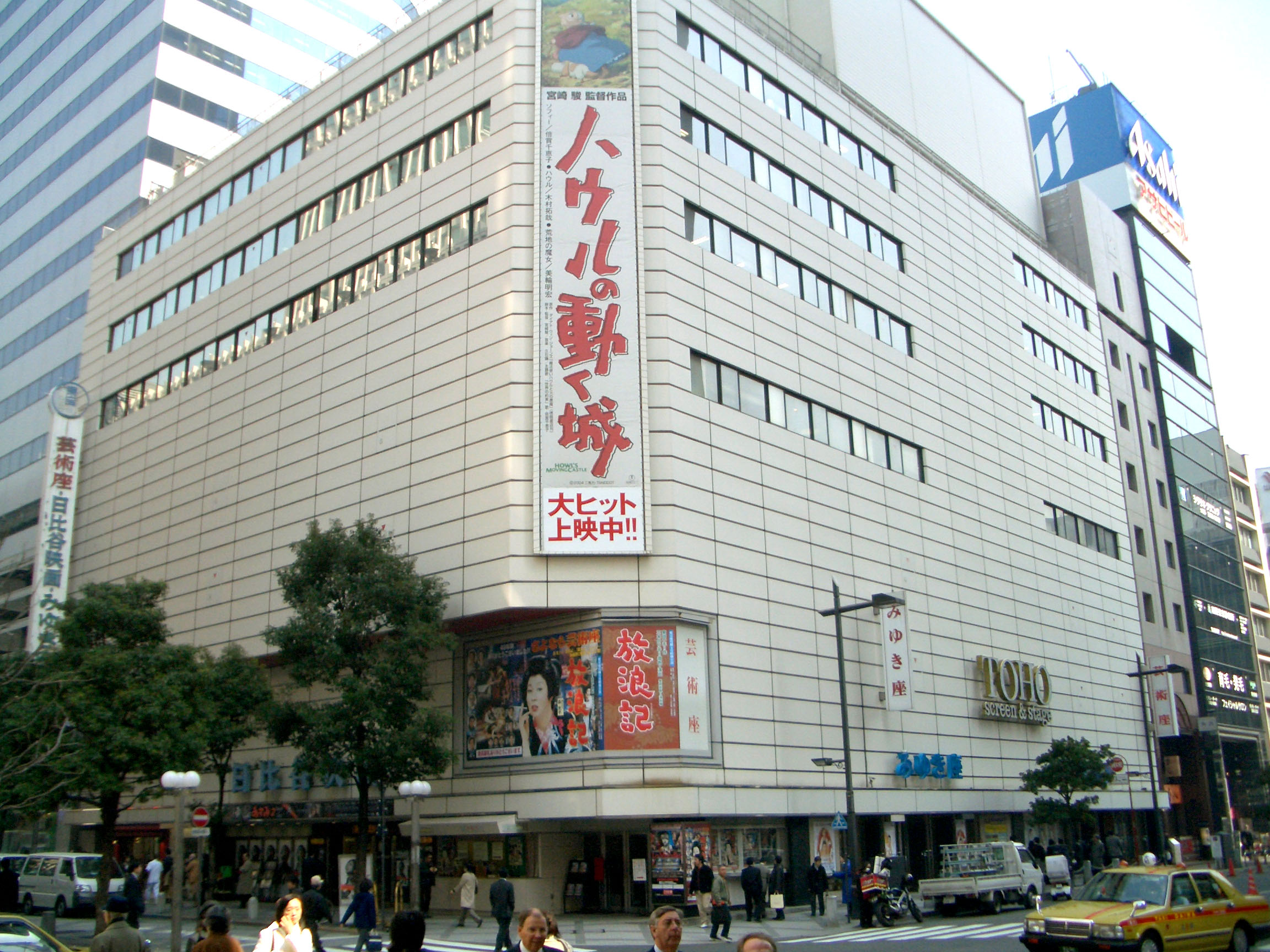
東宝会館（2005年3月撮影）

ニユートーキョー本店

- 神武景気の影響で映画界も好況[10]。
- 1月
  - 東宝、純国産の東宝スコープ完成[3]。
  - 1月1日 - 日本全国の歓楽街が戦後最高の人手で賑わう[3]。
  - 1月3日 - 『任侠清水港』 / 『新諸国物語 七つの誓い 奴隷船の巻』公開、ヒット[14]。
  - 1月25日 - 東宝の創立者、小林一三（84歳）死去[2][3]。
- 2月
  - 2月23日 - 米国・タシンスキー兄弟、東映京都撮影所でスーパースコープの技術指導を実施[14]。
  - 2月25日 - 東宝は東洋テレビ、松竹は美術テレビ、大映はアジアテレビ、3社が郵政省にテレビ会社設立を申請[15]。
- 3月
  - 英国映画協会提供のイギリス映画の配給業務、コロンビア ピクチャーズから東和に移る[2]。
  - 3月19日 - 松竹、全国の封切館を整理、ロードショー館20館と一般封切館に区分[15]。
  - 3月26日 - 日映設立計画発表、製作・配給・興行を有する7社目の邦画大手の誕生が話題[15]。
  - 3月28日 - 市川右太衛門、第7回ブルーリボン賞大衆賞受賞[14]。
- 4月
  - 東映、日本初のシネマスコープ『鳳城の花嫁』（東映スコープ第1作）封切り[5][2][10]。新東宝のシネスコ第1作『明治天皇と日露大戦争』ヒット[2][5]。
  - 日活、神奈川・江ノ島マリンランド竣工[5]。
  - 東京芝公園・日活スポーツセンターの跡地に日活アパート開業[16]。
  - 4月1日 - 大蔵省、カラーフィルムの免税期間を1958年3月末まで延長[17]。
  - 4月14日 - 東宝本社の新社屋東宝会館落成[5][17]、同日に千代田劇場、みゆき座もオープン、芸術座は25日にオープン[17]。
  - 4月16日 - 日映設立、当初の構想を大幅に変更・縮小し、製作メインの独立プロとしてスタート[15]。翌1958年1月31日、解散[15]。
  - 4月26日 - 邦画6社長会議、日本映画連合会（映連）への日活加盟を決定[17]。
- 5月
  - 日活イーストマンカラー第1弾『勝利者』（井上梅次監督）公開[18][19]。
  - 5月15日 - 日本映画海外普及協会（ユニジャパン・フイルム、のちの日本映像国際振興協会、現・ユニジャパン）設立[15][20]。
  - 5月24日 - 第4回アジア映画祭（東京開催）の最高賞は森一生監督『朱雀門』、非劇映画部門の最高賞は日映新社『黒部峡谷』[17]。
- 6月
  - 日本映画連合会、日本映画製作者連盟（映連）に改組新発足[21][注 3]。日活が映連に加盟し[21]、五社協定が六社協定になる[5]。
  - 大映ビスタビジョン第1作『地獄花』[22]公開[2]。
  - 6月4日 - 公正取引委員会、東宝・松竹・大映・東映に対し、配給契約書の「3本建興行を行う場合には契約しない」の条項が独禁法19条違反と警告[5][17]。
  - 6月21日 - 家城巳代治監督『異母兄弟』（独立プロ映画）[23]が上映中止にされたので、「五社協定は独禁法違反」と公正取引委員会へ提訴[17]。
  - 6月26日 - 映画産業振興会（映産振）を映画企業家の代表団体とし、業界の総意を表明する機関とするため改組[24]。
- 7月
  - 日活スコープ第1作『月下の若武者』[25]、東宝スコープ第1作『大当り三色娘』、松竹グランドスコープ第1作『抱かれた花嫁』[26]公開[2][5]。日本映画ワイド時代に突入[2]。
  - 7月8日 - 郵政省、東宝・松竹・大映が参加する富士テレビと、東映・日活・新東宝・映配・外映が参加する日本教育テレビ（現・テレビ朝日）、大関西テレビ(現・関西テレビ)に仮免許が公布される[27][17]。
  - 7月20日 - 東京丸の内、シネステージ・ピカデリーと丸の内松竹、洋画ロードショー館2館がオープン[27]。翌1958年3月15日、シネステージ・ピカデリーが「松竹ピカデリー」と改称[27]。
- 8月
  - 8月11日 - 東映、月形龍之介主演映画『水戸黄門』が公開され[28]、大ヒット[29]。
- 9月
  - 9月2日 - 「環境衛生関係営業の適正化に関する法律」公布[27]。
  - 9月15日 - 東映、専門館800館達成記念式典・感謝パーティーを東映京都撮影所で開催[14]。
  - 9月24日 - 東映、新聞休刊日に『東映新聞』を東京都内に100万部配布[14]。
- 10月
  - 翌年2月にかけて、全国各都道府県で「興行環境衛生同業組合」の設立相次ぐ[27]。
  - 10月1日 - 東宝社長小林富佐雄（56歳）死去[7]。10月5日、清水雅社長就任[7]。
  - 10月9日 - 東京有楽町、ニュー東宝〔シネマ〕・スキヤバシ東宝、新築オープン[7]。
- 11月
  - 全国興行生活衛生同業組合連合会（全興連）設立[30][注 4]。
  - 11月18日 - 富士テレビ株式会社創立[31]。翌1958年12月に「フジテレビジョン」に改称[27]。
  - 11月30日 - 独立映画、大東映画（映画製作）・独立映画（配給・輸出）・調布スタジオへと三分化し事業継続を目指す[27]。しかし、翌1958年6月に整理会社となる[27]。
- 12月
  - 石原裕次郎主演の『嵐を呼ぶ男』（井上梅次監督）が大ヒット、裕次郎ブーム到来[32]。
  - 東宝創立25周年式典挙行[5]。
  - 12月9日 - マキノ光雄（本名：多田光次郎、東映専務・映画製作者、48歳）死去[14][5][2]。
  - 12月12日 - 東宝、大阪・南街ニュース映画劇場をオープン、大阪・梅田ニュース映画館を梅田ニュース劇場へ名称変更[31]。
  - 12月28日 -  『旗本退屈男 謎の蛇姫屋敷』 / 『花吹雪 鉄火纏』公開[33]、ヒット[14]。
- 月日不詳
  - 東宝が阪急グループ入り[10]。

## 周年
- 創立25周年
  - 東宝

## 日本の映画興行
- 入場料金（大人）
  - 150円（東京の邦画封切館）[34][35]
  - 100円（統計局『小売物価統計調査（動向編） 調査結果』[36] 銘柄符号 9341「映画観覧料」）[37]
- 入場者数 10億9888万人[38]
- 興行収入 681億5300万円[38]

| 配給会社 | 年間配給収入 (単位：百万円) | 前年対比 |
| -------- | --------------------------- | -------- |
| 松竹     | 4,779                       | 100.1%   |
| 東宝     | 4,629                       | 113.1%   |
| 大映     | 4,793                       | 104.2%   |
| 新東宝   | 2,110                       | 130.5%   |
| 東映     | 6,842                       | 134.5%   |
| 日活     | 3,652                       | 112.8%   |

出典: 東宝 編『東宝75年のあゆみ 1932 - 2007 資料編』（PDF）東宝、2010年4月、48頁。

## 各国ランキング

### 日本配給収入ランキング
| 順位 | 題名                 | 配給   | 配給収入    |
| ---- | -------------------- | ------ | ----------- |
| 1    | 明治天皇と日露大戦争 | 新東宝 | 5億4291万円 |
| 2    | 喜びも悲しみも幾歳月 | 松竹   | 3億9109万円 |
| 3    | 水戸黄門             | 東映   | 3億5334万円 |
| 4    | 嵐を呼ぶ男           | 日活   | 3億4880万円 |
| 5    | 任侠東海道           | 東映   | 3億4178万円 |
| 6    | 大忠臣蔵             | 松竹   | 2億6875万円 |
| 7    | 錆びたナイフ         | 日活   | 2億4851万円 |
| 8    | 夜の牙               | 日活   | 2億3721万円 |
| 9    | 挽歌                 | 松竹   | 2億3243万円 |
| 10   | 大当り三色娘         | 東宝   | 2億2740万円 |

出典:『キネマ旬報ベスト・テン85回全史 1924-2011』キネマ旬報社〈キネマ旬報ムック〉、2012年5月、138頁。ISBN 978-4873767550。
| 順位 | 題名                   | 製作国                            | 配給                    | 配給収入    |
| ---- | ---------------------- | --------------------------------- | ----------------------- | ----------- |
| 1    | 戦場にかける橋         | イギリスの旗 · アメリカ合衆国の旗 | コロンビア ピクチャーズ | 2億1249万円 |
| 2    | ノートルダムのせむし男 | フランスの旗                      | 東和                    | 2億0700万円 |
| 3    | 八月十五夜の茶屋       | アメリカ合衆国の旗                | MGM                     | 2億0079万円 |
| 4    | OK牧場の決斗           | アメリカ合衆国の旗                | パラマウント映画        | 1億8895万円 |
| 5    | 昼下りの情事           | アメリカ合衆国の旗                | セレクト=松竹           | 1億4330万円 |
| 6    | 追想                   | アメリカ合衆国の旗                | 20世紀フォックス        | 1億3102万円 |
| 7    | 翼よ! あれが巴里の灯だ | アメリカ合衆国の旗                | ワーナー・ブラザース    | 1億1917万円 |
| 8    | 道                     | イタリアの旗                      | イタリフィルム=NCC      | 1億1156万円 |
| 9    | めぐり逢い             | アメリカ合衆国の旗                | 20世紀フォックス        | 1億0521万円 |
| 10   | 菩提樹                 | 西ドイツの旗                      | 新外映配給              | 1億0019万円 |

出典:『キネマ旬報ベスト・テン85回全史 1924-2011』キネマ旬報社〈キネマ旬報ムック〉、2012年5月、139頁。ISBN 978-4873767550。

## 受賞
- 第30回アカデミー賞
  - 作品賞 - 『戦場にかける橋』 - ホライゾン・ピクチャーズ、コロンビア映画
  - 監督賞 - デヴィッド・リーン - 『戦場にかける橋』
  - 主演男優賞 - アレック・ギネス - 『戦場にかける橋』
  - 主演女優賞 - ジョアン・ウッドワード - 『イブの三つの顔』
  - 助演男優賞 - レッド・バトンズ - 『サヨナラ』
  - 助演女優賞 - ミヨシ・ウメキ - 『サヨナラ』
  - 外国語映画賞 - 『カビリアの夜』 - フェデリコ・フェリーニ監督、 イタリア

- 第15回ゴールデングローブ賞
  - 作品賞 (ドラマ部門) - 『戦場にかける橋』
  - 主演男優賞 (ドラマ部門) - アレック・ギネス - 『戦場にかける橋』
  - 主演女優賞 (ドラマ部門) - ジョアン・ウッドワード - 『イブの三つの顔』
  - 作品賞 (ミュージカル・コメディ部門) - 『魅惑の巴里』
  - 主演男優賞 (ミュージカル・コメディ部門) - フランク・シナトラ - 『夜の豹』
  - 主演女優賞 (ミュージカル・コメディ部門) - ケイ・ケンドール - 『魅惑の巴里』
  - 監督賞 - デヴィッド・リーン - 『戦場にかける橋』
  - 外国映画賞
    - 『詐欺師フェーリクス・クルルの告白』 -  西ドイツ
    - Tizoc -  メキシコ
    - Woman in a Dressing Gown -  イギリス
    - 『黄色いからす』 -  日本

- 第23回ニューヨーク映画批評家協会賞
  - 作品賞 - 『戦場にかける橋』

- 第10回カンヌ国際映画祭
  - パルム・ドール - 『友情ある説得』 - ウィリアム・ワイラー監督、 アメリカ合衆国

- 第18回ヴェネツィア国際映画祭
  - 金獅子賞 - 『大河のうた』 - サタジット・レイ監督、 インド

- 第7回ベルリン国際映画祭
  - 金熊賞 - 『十二人の怒れる男』 - シドニー・ルメット監督、 アメリカ合衆国

- 第8回ブルーリボン賞
  - 作品賞 - 『米』
  - 主演男優賞 - フランキー堺（『幕末太陽傳』『倖せは俺等のねがい』）
  - 主演女優賞 - 望月優子（『米』『うなぎとり』）
  - 監督賞 -  今井正（『米』『純愛物語』）

- 第31回キネマ旬報ベスト・テン
  - 外国映画第1位 - 『道』
  - 日本映画第1位 - 『米』

- 第12回毎日映画コンクール
  - 日本映画大賞 - 『米』

- 第12回文部省芸術祭賞
  - 映画部門（日本劇映画） - 『喜びも悲しみも幾歳月』
  - 映画部門（日本記録映画）
    - 『黒部渓谷』[41]
    - 『遭難 -谷川岳の記録- 』[42]

  - 映画部門（外国映画） - 『リラの門』[43][44]

## 生誕
- 1月15日 - マリオ・ヴァン・ピーブルズ、 アメリカ合衆国、俳優・映画監督
- 1月18日 - 秋野暢子、 日本、女優
- 1月24日 - 段田安則、 日本、俳優
- 2月1日 - ジャッキー・シュロフ、 インド、俳優
- 2月19日 - レイ・ウィンストン、 イングランド、俳優
- 2月28日 - ジョン・タトゥーロ、 アメリカ合衆国、俳優・脚本家・映画監督
- 3月20日 - ヴァネッサ・ベル・キャロウェイ、 アメリカ合衆国、俳優
- 3月20日 - スパイク・リー、 アメリカ合衆国、映画監督・プロデューサー・脚本家・俳優
- 3月20日 - テレサ・ラッセル、 アメリカ合衆国、女優
- 3月29日 - クリストファー・ランバート、 フランス、俳優
- 3月30日 - ポール・ライザー、 アメリカ合衆国、俳優・コメディアン
- 4月29日 - ダニエル・デイ＝ルイス、 イングランド、俳優
- 5月5日 - リチャード・E・グラント、 イングランド、俳優
- 5月8日 - かたせ梨乃、 日本、女優
- 5月14日 - 佐戸井けん太、 日本、俳優
- 5月21日 - ジャッジ・ラインホルド、 アメリカ合衆国、俳優
- 6月23日 - フランシス・マクドーマンド、 アメリカ合衆国、女優
- 7月4日 - 眞野あずさ、 日本、女優
- 7月9日 - ケリー・マクギリス、 アメリカ合衆国、女優
- 7月13日 - キャメロン・クロウ、 アメリカ合衆国、映画監督・脚本家
- 7月17日 - 大竹しのぶ、 日本、女優
- 7月30日 - 堀内賢雄、 日本、声優
- 8月9日 - メラニー・グリフィス、 アメリカ合衆国、女優
- 8月18日 - デニス・リアリー、 アメリカ合衆国、俳優・コメディアン・脚本家
- 8月18日 - 名取裕子、 日本、女優
- 8月24日 - スティーヴン・フライ、 イングランド、コメディアン・作家・俳優
- 8月26日 - 難波圭一、 日本、声優
- 8月28日 - リック・ロッソヴィッチ、 アメリカ合衆国、俳優
- 8月28日 - ダニエル・スターン、 アメリカ合衆国、俳優
- 9月12日 - レイチェル・ウォード、 イングランド/ オーストラリア、女優
- 9月12日 - 戸田恵子、 日本、女優・声優
- 9月21日 - イーサン・コーエン、 アメリカ合衆国、映画監督・俳優・プロデューサー・脚本家・編集技師
- 10月5日 - バーニー・マック、 アメリカ合衆国、俳優・スタンドアップコメディアン
- 11月30日 - 田口トモロヲ、 日本、俳優
- 12月10日 - マイケル・クラーク・ダンカン、 アメリカ合衆国、俳優
- 12月13日 - スティーヴ・ブシェミ、 アメリカ合衆国、俳優
- 12月17日 - 夏目雅子、 日本、女優
- 12月19日 - 小杉十郎太、 日本、声優

## 死去
| 日付 | 日付 | 名前                             | 国籍               | 年齢 | 職業                   |
| 1月  | 14日 | ハンフリー・ボガート             | アメリカ合衆国の旗 | 57   | 俳優                   |
| 3月  | 25日 | マックス・オフュルス             | ドイツの旗         | 54   | 映画監督               |
| 5月  | 12日 | エリッヒ・フォン・シュトロハイム | ドイツの旗         | 71   | 映画監督               |
| 7月  | 4日  | ジュディ・タイラー               | アメリカ合衆国の旗 | 24   | 女優                   |
| 7月  | 24日 | サシャ・ギトリ                   | フランスの旗       | 72   | 劇作家・俳優・映画監督 |
| 8月  | 7日  | オリヴァー・ハーディ             | アメリカ合衆国の旗 | 65   | 俳優                   |
| 10月 | 29日 | ルイス・B・メイヤー              | アメリカ合衆国の旗 | 73   | 映画プロデューサー     |
| 11月 | 4日  | ノーム・ファーガソン             | アメリカ合衆国の旗 | 55   | アニメーター           |
| 12月 | 11日 | ミュジドラ                       | フランスの旗       | 68   | 女優・映画監督         |
| 12月 | 25日 | シャルル・パテ                   | フランスの旗       | 94   |                        |

## 映画デビュー
- ショーン・コネリー
- アラン・ドロン
- カトリーヌ・ドヌーヴ
- アンディ・グリフィス
- ロバート・ロッジア
- リー・レミック